# Монопигадо
Монопигадо (на гръцки: Μονοπήγαδο, катаревуса: Μονοπήγαδον, Монопигадон, до 1928 година Τσελή, Цели или Τσεγίδες, Цегидес) е село в Гърция, дем Седес (Терми), област Централна Македония.

## География
Селото е разположено на Халкидическия полуостров, южно от Солун и южно от демовия център Седес (Терми).

## История
В 1913 година селото попада в Гърция. Населението му се изселва и в него са заселени гърци бежанци. В 1928 година е прекръстено на Монопигадо. В 1928 година Монопигадо е представено като изцяло бежанско село с 26 бежански семейства и 107 души бежанци.